# 圣纳泽尔多德
圣纳泽尔多德（法語：Saint-Nazaire-d'Aude，法語發音：[sɛ̃ nazɛʁ dod] ⓘ）是法国奥德省的一个市镇，属于纳博讷区。

## 地理
圣纳泽尔多德（43°14'39"N, 2°53'39"E）面积8.63 平方千米，位于法国奧克西塔尼大區奥德省，该省份为法国南部沿海省份，北起塔恩省，西北接上加龙省，西接阿列日省，南至东比利牛斯省，东临地中海，东北与埃罗省接壤。
与圣纳泽尔多德接壤的市镇（或旧市镇、城区）包括：日内斯塔斯、马尔科里尼昂、赖萨克多德、奥德河畔圣马塞尔、米内尔瓦地区旺特纳克。
圣纳泽尔多德的时区为UTC+01:00、UTC+02:00（夏令时）。

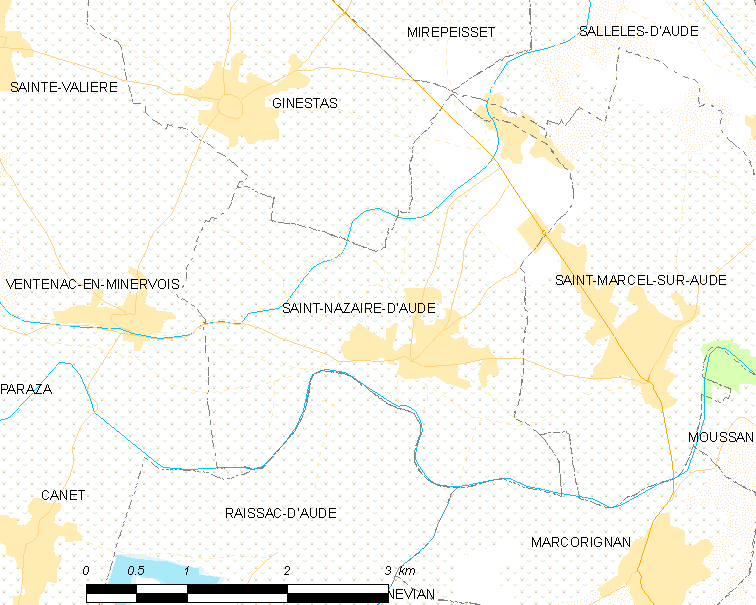
圣纳泽尔多德的OSM定位图

## 行政
圣纳泽尔多德的邮政编码为11120，INSEE市镇编码为11360。

## 政治
圣纳泽尔多德所属的省级选区为南密涅瓦县。

## 人口

1962-2008年间圣纳泽尔多德人口变化图示

圣纳泽尔多德于2022年1月1日时的人口数量为2104人。